# باشگاه ورزشی الخریطیات
باشگاه ورزشی الخریطیات (به عربی: نادی الخریطیات الریاضی) یک باشگاه ورزشی در کشور قطر می‌باشد که تیم فوتبال آن در لیگ ستارگان فوتبال قطر بازی می‌کند.
این باشگاه در سال ۱۹۹۶ میلادی تأسیس شده است.

## بازیکنان ایرانی
پژمان منتظری (۲۰۱۹ تا ۲۰۲۳)  تیم قبلی استقلال
آندرانیک تیموریان (۲۰۱۲ تا ۲۰۱۳)  تیم قبلی استقلال
مهرداد پولادی (۲۰۱۹ تا ۲۰۲۰)  تیم قبلی بانکوک یونایتد

## افتخارات

### داخلی
- دسته دوم قطر

قهرمان(2) : 2004 ، 2020
- جام ستارگان قطر

نایب قهرمان(1) : 2012